# When Life Gives You Tangerines
When Life Gives You Tangerines (hangul: 폭싹 속았수다; rr: Pokssak sogatsuda) é uma série de televisão sul-coreana de romance e slice of life de 2025, escrita por Lim Sang-choon, dirigida por Kim Won-seok e estrelada por IU, Park Bo-gum, Moon So-ri e Park Hae-joon. Foi lançada na Netflix entre 7 e 28 de março de 2025.
Um sucesso tanto nacional quanto internacional, a série recebeu elogios generalizados por suas atuações, roteiro e direção. Entre os diversos prêmios que recebeu, destacou-se como Melhor Drama no 61.º Baeksang Arts Awards.

## Enredo
Se a Vida Te Der Tangerinas… é um drama ambientado na Ilha de Jeju, acompanhando as aventuras de Ae-soon, uma rebelde brilhante e sonhadora, e Gwan-sik, um homem reservado e determinado, nascidos na década de 1950. A série explora suas vidas marcadas por desafios, sonhos e um romance inesperado.

## Elenco

### Elenco principal
IU como Oh Ae-sun, a protagonista feminina, interesse amoroso de Gwan-sik, posteriormente sua namorada e esposa; e como Yang Geum-myeong, filha mais velha e única filha de Ae-sun e Gwan-sik.
- Moon So-ri como Oh Ae-sun na meia-idade.[11]
- Yoon Seo-yeon como Oh Ae-sun na adolescência.
- Kim Tae-yeon como Oh Ae-sun na infância.[12]
- Lee A-ra como Yang Geum-myeong na infância (10 a 12 anos).[13]
- Ahn Tae-rin como Yang Geum-myeong na infância (7 a 10 anos).[14]
- Shin Chae-rin como Yang Geum-myeong na infância (4 a 7 anos).[15]

Park Bo-gum como Yang Gwan-sik, o protagonista masculino, interesse amoroso de Ae-sun, namorado e posteriormente marido dela.
- Park Hae-joon interpreta Yang Gwan-sik na fase adulta.[11]
- Lee Cheon-mu interpreta Yang Gwan-sik na infância.[16]
- Moon Woo-jin interpreta Yang Gwan-sik na adolescência.

### Elenco de apoio
- Kim Yong-rim como Park Mak-cheon, avó de Gwan-sik, que é uma xamã[17]
- Kim Seonho como ParkChungseop, Gum-Myeong's marido[18]
- Na Moon-hee como Kim Chun-ok, avó paterna de Ae-sun[17]
- Yeom Hye-ran como Jeon Gwang-rye, mãe de Ae-sun, que é haenyeo (mergulhadora tradicional)[19]
- Oh Min-ae como Kwon Gye-ok, mãe de Gwan-sik[19]
- Cha Mi-kyung como Park Chung-su, uma haenyeo[19]
- Lee Soo-mi como Choi Yang-im, uma haenyeo[19]
- Baek Ji-won como Hong Kyung-ja, uma haenyeo[19]
- Jung Hae-kyun como Oh Han-moo, tio paterno de Ae-sun[19]
- Choi Dae-hoon como Bu Sang-gil, um capitão de pesca rico[19]
- Kang You-seok como Yang Eun-myeong, filho de Ae-sun e Gwan-sik[20]
- Oh Yeon-jae como Hyeon Yi-sook, esposa de Han-moo e tia de Ae-sun
- Yoo Byung-hoon como Yang Sam-bo, pai de Gwan-sik
- Shin Sae-byeok como Yang Dong-myeong, filho de Ae-sun e Gwan-sik[21]
- Jang Hye-jin como Yeong-ran, esposa de Bu Sang-gil
- Chae Seo-an como Yeong-ran jovem[22]
- Lee Soo-kyung como Bu Hyeon-suk, filha de Sang-gil e Yeong-ran[23]
- Seo Hye-won como Yang Gyeong-ok, irmã de Gwan-sik
- Jung Yi-seo como Song Bu-seon, namorada de Chung-seop
- Lee Jun-young como Park Yeong-bum, primeiro amor de Geum-myeong
- Kang Myung-joo como Yoo Bu-young, mãe de Park Yeong-bum
- Lee Gyu-hoe como Park Geum-myeong, pai de Park Yeong-bum
- Lee Ji-hyun como Bun-hui, mãe de Park Chung-seop
- Park Byung-ho como senhorio idoso de Ae-sun e Gwan-sik, co-proprietário do Centro Manmul de Dodong-ri (Harbang)[24]
- Song Kwang-ja como senhora idosa, senhorio de Ae-sun e Gwan-sik, co-proprietária do Centro Manmul de Dodong-ri (Harbang)[24]
- Hwang Jae-yeol como professor de Ae-sun[24]
- Pyo Young-seo como Oh Ye-rim, amigo de Geum-myeong no clube de cinema[25]

## Episódios
Apresentada em uma narrativa não linear, a história acompanha as vidas de Ae-sun, Gwan-sik e seus filhos, divididos entre Dodong-ri, na Ilha de Jeju, e Seul, entre as décadas de 1950 e 2000. Os eventos apresentados anteriormente são, por vezes, revisitados em episódios posteriores com maior contexto, mostrando a conexão entre diferentes acontecimentos e personagens. A narração dos episódios é frequentemente feita por uma Geum-myeong mais velha, que relembra poeticamente seus sentimentos sobre os eventos do passado.
| Volume 1 |                                                                                                |              |                |                     |
| 1        | "A primavera é curta demais" (em coreano: 호로록 봄)                                           | Kim Won-seok | Lim Sang-choon | 7 de março de 2025  |
| 2        | "Primeiro amor audacioso" (em coreano: 요망진 첫사랑)                                          | Kim Won-seok | Lim Sang-choon | 7 de março de 2025  |
| 3        | "Ontem foi sua primavera" (em coreano: 예스터데이. "그들의 봄은...")                           | Kim Won-seok | Lim Sang-choon | 7 de março de 2025  |
| 4        | "O sol brilhante do verão" (em coreano: 꽈랑꽈랑 여름)                                         | Kim Won-seok | Lim Sang-choon | 7 de março de 2025  |
| Volume 2 |                                                                                                |              |                |                     |
| 5        | "Redes cheias de uma noite de verão" (em coreano: 한여름 밤의 만선)                            | Kim Won-seok | Lim Sang-choon | 14 de março de 2025 |
| 6        | "A vida continua" (em coreano: 살민 살아진다)                                                  | Kim Won-seok | Lim Sang-choon | 14 de março de 2025 |
| 7        | "Um outono cheio de frutos" (em coreano: 자락자락 가을)                                        | Kim Won-seok | Lim Sang-choon | 14 de março de 2025 |
| 8        | "A lua mingua, mas o coração jovem permanece" (em coreano: 변하느니 달이요, 마음이야 늙겠는가) | Kim Won-seok | Lim Sang-choon | 14 de março de 2025 |
| Volume 3 |                                                                                                |              |                |                     |
| 9        | "O vento uiva em meu coração" (em coreano: 바람은 왱왱왱 마음은 잉잉잉)                        | Kim Won-seok | Lim Sang-choon | 21 de março de 2025 |
| 10       | "A tempestade varre meu coração e o amor o balança" (em coreano: 품 안의 바람 품 안의 사랑)    | Kim Won-seok | Lim Sang-choon | 21 de março de 2025 |
| 11       | "O amor da minha vida" (em coreano: 내 사랑 내 곁에)                                           | Kim Won-seok | Lim Sang-choon | 21 de março de 2025 |
| 12       | "A faísca do inverno" (em coreano: 펠롱펠롱 겨울)                                              | Kim Won-seok | Lim Sang-choon | 21 de março de 2025 |
| Volume 4 |                                                                                                |              |                |                     |
| 13       | "Um amor desigual" (em coreano: 그추룩 짝사랑)                                                 | Kim Won-seok | Lim Sang-choon | 28 de março de 2025 |
| 14       | "Abra suas asas e se jogue" (em coreano: 훨훨 날라, 훨훨 날아 보켜)                            | Kim Won-seok | Lim Sang-choon | 28 de março de 2025 |
| 15       | "Primavera outra vez" (em coreano: 만날, 봄)                                                   | Kim Won-seok | Lim Sang-choon | 28 de março de 2025 |
| 16       | "Um brinde a tudo o que vivemos" (em coreano: 폭싹 속았수다)                                   | Kim Won-seok | Lim Sang-choon | 28 de março de 2025 |

## Produção
A série foi desenvolvida sob o título provisório Life (Hangul: 인생; rr: Insaeng), dirigida por Kim Won-seok e escrita por Lim Sang-choon, marcando o retorno da roteirista após When the Camellia Blooms (KBS, 2019). Em dezembro de 2022, a designer de produção Ryu Seong-hie revelou que a série estava entre seus novos projetos.
Além das filmagens na Ilha de Jeju, o drama também foi gravado em Andong, em 2023.
Em 27 de janeiro de 2023, IU e Park Bo-gum foram confirmados nos papéis dos protagonistas Ae-sun e Gwan-sik, respectivamente. Esta é a segunda colaboração entre Kim Won-seok e IU, após a série dramática My Mister da tvN, lançada em 2018. Em 30 de janeiro de 2023, Moon So-ri e Park Hae-joon foram oficialmente confirmados para interpretar as versões mais velhas de Ae-sun e Gwan-sik, respectivamente.
Em abril de 2023, foi anunciado que a PAN Entertainment assinou um contrato de produção com a Netflix, com o lançamento da série planejado para 2024 em 190 países pela plataforma. Em 30 de janeiro de 2024, veículos de imprensa divulgaram fotos da leitura do roteiro do drama e confirmaram seu lançamento exclusivo mundial na Netflix. Em janeiro de 2025, a Netflix confirmou a data de estreia da série para 7 de março.

## Recepção
No site agregador de críticas Rotten Tomatoes, 100% das 6 resenhas de críticos são positivas, com uma nota média de 9,5/10. A série foi um sucesso tanto nacional quanto internacional. A produção foi aclamada pelas atuações, pelo roteiro e pela direção, sendo favoravelmente comparada ao aclamado drama de época Reply 1988 (2015–16), também estrelado por Park Bo-gum, por evocar sentimentos de nostalgia e calor associados à experiência coreana.

## Prêmios e indicações
| Cerimônia de premiação | Ano  | Categoria                | Nomeado                        | Resultado | Ref.   |
| ---------------------- | ---- | ------------------------ | ------------------------------ | --------- | ------ |
| Baeksang Arts Awards   | 2025 | Melhor Drama             | When Life Gives You Tangerines | Venceu    | [ 38 ] |
| Baeksang Arts Awards   | 2025 | Melhor Diretor           | Kim Won-seok                   | Indicado  | [ 38 ] |
| Baeksang Arts Awards   | 2025 | Melhor Ator              | Park Bo-gum                    | Indicado  | [ 38 ] |
| Baeksang Arts Awards   | 2025 | Melhor Atriz             | IU                             | Indicado  | [ 38 ] |
| Baeksang Arts Awards   | 2025 | Melhor Ator Coadjuvante  | Choi Dae-hoon                  | Venceu    | [ 38 ] |
| Baeksang Arts Awards   | 2025 | Melhor Atriz Coadjuvante | Yeom Hye-ran                   | Venceu    | [ 38 ] |
| Baeksang Arts Awards   | 2025 | Melhor Atriz Revelação   | Kim Tae-yeon                   | Indicado  | [ 38 ] |
| Baeksang Arts Awards   | 2025 | Melhor Roteiro           | Lim Sang-choon                 | Venceu    | [ 38 ] |